# Mistrzostwa Świata Juniorów w Narciarstwie Alpejskim 1985
4. Mistrzostwa świata juniorów w narciarstwie alpejskim odbyły się w dniach 28 lutego - 3 marca 1985 r. w czechosłowackim ośrodku narciarskim Jasná. Rozegrano po 4 konkurencje dla kobiet i mężczyzn. W klasyfikacji medalowej triumfowała reprezentacja Austrii, której zawodnicy zdobyli też najwięcej medali, dziesięć, w tym 5 złotych, 2 srebrne i 2 brązowe. 

## Wyniki
| Pozycja | Zawodnik           | Narodowość | Czas    |
| ------- | ------------------ | ---------- | ------- |
|         | Giorgio Piantanida | Włochy     | 1:18,01 |
|         | Hans-Jörg Tauscher | RFN        | 1:18,20 |
|         | Patrick Ortlieb    | Austria    | 1:18,84 |
| 4.      | Luigi Colturi      | Włochy     | 1:19,03 |
| 5.      | Bernd Stöhrmann    | Austria    | 1:19,08 |
| 6.      | Enthony Sere       | Szwecja    | 1:19,27 |

| Pozycja | Zawodniczka         | Narodowość | Czas    |
| ------- | ------------------- | ---------- | ------- |
|         | Astrid Geisler      | Austria    | 1:22,12 |
|         | Heidi Zurbriggen    | Szwajcaria | 1:22,41 |
|         | Chantal Bournissen  | Szwajcaria | 1:22,54 |
| 4.      | Silvana Erlacher    | Włochy     | 1:22,70 |
| 5.      | Heidi Zeller-Bähler | Szwajcaria | 1:23,17 |
| 6.      | Carter Payne        | USA        | 1:23,59 |

| Pozycja | Zawodnik         | Narodowość | Czas    |
| ------- | ---------------- | ---------- | ------- |
|         | Robert Žan       | Jugosławia | 2:17,55 |
|         | Bernd Stöhrmann  | Austria    | 2:18,68 |
|         | Johann Hofer     | Austria    | 2:19,20 |
| 4.      | Dimitar Angełow  | Bułgaria   | 2:19,44 |
| 5.      | Rainer Salzgeber | Austria    | 2:19,91 |
| 6.      | Richard Kröll    | Austria    | 2:20.27 |

| Pozycja | Zawodniczka         | Narodowość | Czas    |
| ------- | ------------------- | ---------- | ------- |
|         | Anita Wachter       | Austria    | 2:14,02 |
|         | Heidi Zurbriggen    | Szwajcaria | 2:14,12 |
|         | Katja Lesjak        | Jugosławia | 2:14,26 |
| 4.      | Ingrid Salvenmoser  | Austria    | 2:14,60 |
| 5.      | Heidi Zeller-Bähler | Szwajcaria | 2:17,24 |
| 6.      | Ulrike Maier        | Austria    | 2:17,54 |

| Pozycja | Zawodnik              | Narodowość | Czas    |
| ------- | --------------------- | ---------- | ------- |
|         | Rainer Salzgeber      | Austria    | 1:42,82 |
|         | Sašo Robič            | Jugosławia | 1:43,81 |
|         | Paul Accola           | Szwajcaria | 1:44,80 |
| 4.      | Øivind Ragnhildstveit | Norwegia   | 1:47,99 |
| 5.      | Keiji Oshigiri        | Japonia    | 1:48,46 |
| 6.      | Dimitar Angełow       | Bułgaria   | 1:48,66 |

| Pozycja | Zawodniczka        | Narodowość | Czas    |
| ------- | ------------------ | ---------- | ------- |
|         | Anita Wachter      | Austria    | 1:40,47 |
|         | Heidi Zurbriggen   | Szwajcaria | 1:40,62 |
|         | Chantal Bournissen | Szwajcaria | 1:40,99 |
| 4.      | Ingrid Salvenmoser | Austria    | 1:41,32 |
| 5.      | Silvana Erlacher   | Włochy     | 1:41,35 |
| 5.      | Katja Lesjak       | Jugosławia | 1:41,57 |

| Pozycja | Zawodnik         | Narodowość | Punkty |
| ------- | ---------------- | ---------- | ------ |
|         | Rainer Salzgeber | Austria    |        |
|         | Paul Accola      | Szwajcaria |        |
|         | Berni Huber      | RFN        |        |

| Pozycja | Zawodniczka      | Narodowość | Punkty |
| ------- | ---------------- | ---------- | ------ |
|         | Heidi Zurbriggen | Szwajcaria |        |
|         | Anita Wachter    | Austria    |        |
|         | Silvana Erlacher | Włochy     |        |

## Klasyfikacja medalowa
| Miejsce | Państwo    |   |   |   | złoto · srebro · brąz |
| ------- | ---------- | - | - | - | --------------------- |
| 1.      | Austria    | 5 | 2 | 2 | 9                     |
| 2.      | Szwajcaria | 1 | 4 | 3 | 8                     |
| 3.      | Jugosławia | 1 | 1 | 1 | 3                     |
| 4.      | Włochy     | 1 | 0 | 1 | 2                     |
| 5.      | RFN        | 0 | 1 | 1 | 2                     |